# Goran Nava
Goran Nava (in serbo Горан Нава?; Bologna, 15 aprile 1981) è un ex mezzofondista italiano con doppia cittadinanza italiana e serba.
Nato a Bologna, Italia, e cresciuto nei pressi di Castello di Brianza, ha studiato presso la Radford University in Virginia e alla London Business School di Londra. Ha gareggiato in Atletica Leggera con la maglia della Serbia, partecipando ai Giochi Olimpici di Pechino 2008, e successivamente a 8 Campionati Europei e a 2  Mondiali.

## Palmarès
| Anno | Manifestazione          | Sede       | Evento       | Risultato | Prestazione | Note |
| ---- | ----------------------- | ---------- | ------------ | --------- | ----------- | ---- |
| 2008 | Giochi olimpici         | Pechino    | 1500 m piani | Batteria  | 3'42"92     |      |
| 2009 | Europei indoor          | Torino     | 1500 m piani | 8º        | 3'48"65     |      |
| 2009 | Giochi del Mediterraneo | Pescara    | 1500 m piani | 5º        | 3'39"58     |      |
| 2009 | Universiadi             | Belgrado   | 800 m piani  | Argento   | 1'48"06     |      |
| 2009 | Universiadi             | Belgrado   | 1500 m piani | Bronzo    | 3'42"88     |      |
| 2009 | Mondiali                | Berlino    | 1500 m piani | Batteria  | 3'44"13     |      |
| 2010 | Mondiali indoor         | Doha       | 1500 m piani | Batteria  | 3'42"79     |      |
| 2010 | Europei                 | Barcellona | 1500 m piani | 12º       | 3'45"77     |      |
| 2011 | Europei indoor          | Parigi     | 1500 m piani | 7º        | 3'42"37     |      |
| 2012 | Europei                 | Helsinki   | 1500 m piani | 8º        | 3'47"74     |      |
| 2013 | Europei indoor          | Göteborg   | 1500 m piani | Batteria  | 3'45"58     |      |
| 2014 | Europei                 | Zurigo     | 1500 m piani | Batteria  | 3'41"43     |      |
| 2015 | Europei indoor          | Praga      | 1500 m piani | Batteria  | 3'48"80     |      |
| 2017 | Europei indoor          | Belgrado   | 1500 m piani | Batteria  | 3'48"53     |      |